# Apatelodes mehida
Apatelodes mehida is een vlinder uit de familie van de Apatelodidae. De wetenschappelijke naam van de soort is voor het eerst geldig gepubliceerd in 1904 door Herbert Druce.